# 文化马赛克

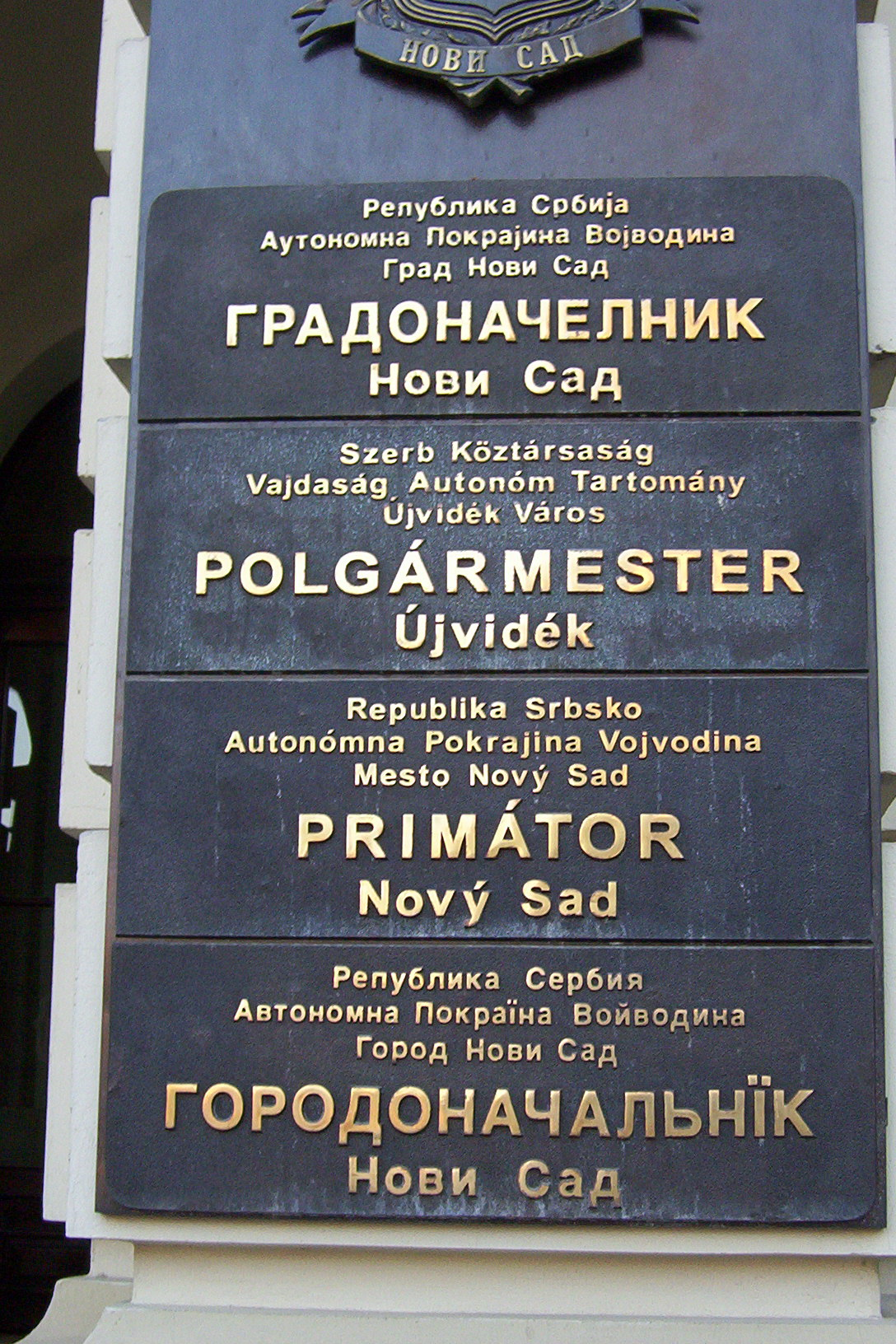
塞尔维亚诺维萨德的市长办公室外的多语言标牌，上有该市的四种官方语言：塞尔维亚语、匈牙利语、斯洛伐克语和潘諾尼亞盧森尼亞語

文化马赛克（英語：cultural mosaic）描述社会共存的各個族群、各種语言和各樣文化互相融合。文化马赛克的理念是加拿大實行多元文化主義的一种形式，不同于邻国美国「大熔炉」式的同化。

## 概况

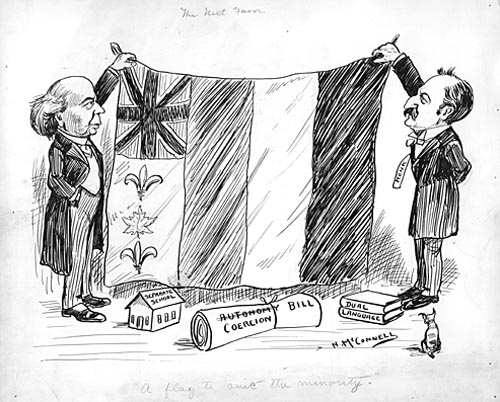
1911年时的一幅关于加拿大文化马赛克的政治漫画

加拿大統計局编制的加拿大民族文化概况中认为，该国在21世纪初变得越来越多民族和多文化。报告的导言是这样描述的:
在过去的100年里，迁入加拿大的移民塑造了加拿大，每一次新的移民浪潮都丰富了这个国家的民族和文化构成。半个世纪前，多数移民来自欧洲。现在多数新来者都来自亚洲。因此，加拿大的可见少数族裔数量正在增长。而且，加拿大人在回答2001年人口普查关于种族血统的问题时，列出了200多个民族，反映了这个国家在新千年开始时丰富多样的文化马赛克。
In the 2016 Census, there were more than 250 ethnic groups in Canada.

## 相關書目
- Gibbon, J. 1938. The Canadian Mosaic, McClelland & Stewart Limited, Toronto.
- Porter, J. 1965. The Vertical Mosaic: An Analysis of Social Class and Power in Canada. University of Toronto Press.

## 外部連結
- Statistics Canada Canada’s ethnocultural portrait: The changing mosaic （页面存档备份，存于）
- "Vertical Mosaic" The Canadian Encyclopedia online （页面存档备份，存于）
- Multicultural Canada